# Magnetismo

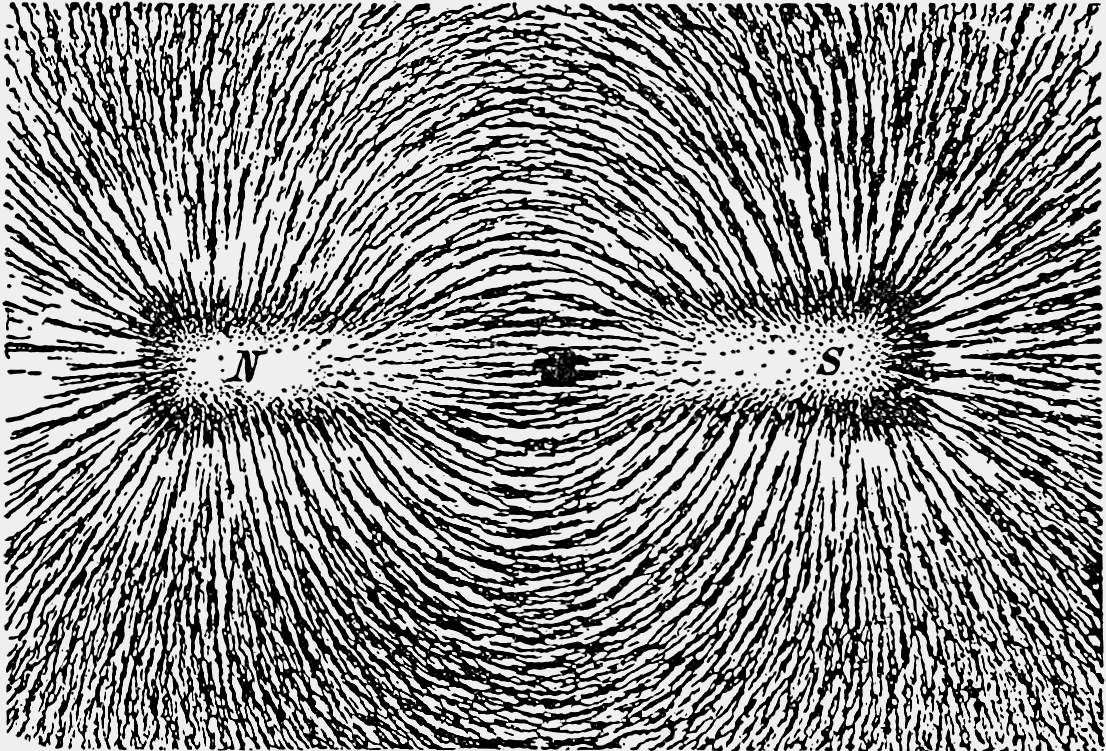
Visualización del campo magnético de un imán utilizando limaduras de hierro. Se puede observar la dirección del campo en el espacio por cómo se distribuyen las limaduras de hierro alrededor de dicho imán.

El magnetismo es el conjunto de fenómenos físicos mediados por campos magnéticos. Estos pueden ser generados por las corrientes eléctricas o por los momentos magnéticos intrínsecos de las partículas constituyentes de los materiales. Es parte de un fenómeno más general: el electromagnetismo. También denomina a la rama de la física que estudia dichos fenómenos.  
El níquel, el hierro, el cobalto y sus aleaciones se encuentran entre algunos de los materiales que presentan propiedades magnéticas fácilmente observables, y comúnmente se llaman imanes. Estos materiales son ferromagnéticos e interactúan fuertemente con los campos magnéticos externos a la vez que generan un campo magnético propio. Esto permite la conocida repulsión y atracción entre los polos de los imanes. Sin embargo, todos los materiales son influidos, en mayor o menor medida, por la presencia de un campo magnético.

## Etimología
La palabra «magnetismo» viene del griego "μαγνῆτις λίθος" (magnētis lithos), que significa «piedra de Magnesia», y hace referencia a la magnetita, un mineral de hierro ferromagnético.

## Historia
Los fenómenos magnéticos se conocían ya en la antigua Grecia. Se dice que por primera vez se observaron en la ciudad de Magnesia del Meandro en Asia Menor, de ahí el vocablo: magnetismo. Sabían que ciertas piedras (magnetita) atraían el hierro, y que los trozos de hierro atraídos, eran capaces, a su vez, de atraer a otros. Estas piedras se denominaron imanes naturales.
El primero en estudiar el fenómeno del magnetismo fue Tales de Mileto, filósofo griego que vivió entre 625 a. C. y 545 a. C. En China, la primera referencia a este fenómeno se encuentra en un manuscrito del s. IV a. C. titulado Libro del amo del valle del diablo: «La magnetita atrae el hierro hacia sí o es atraída por este». La primera mención es sobre la atracción de una aguja que aparece en un trabajo realizado entre los años 20 y 100 de nuestra era: «La magnetita atrae la aguja».
El científico Shen Kua (1031-1095) escribió sobre la brújula de aguja magnética y mejoró la precisión en la navegación empleando el concepto astronómico del norte absoluto. Hacia el siglo XII los chinos ya habían desarrollado la técnica lo suficiente como para utilizar la brújula para mejorar la navegación. Alexander Neckam fue el primer europeo en conseguir desarrollar esta técnica en 1187.
Peter Peregrinus de Maricourt, fue un estudioso francés del siglo XIII que realizó experimentos sobre magnetismo y escribió el primer tratado existente sobre las propiedades de los imanes. Su trabajo destaca por contener la primera discusión detallada de una brújula. El cosmógrafo español Martín Cortés de Albacar, formado en Zaragoza y en la escuela de pilotos de Cádiz, descubrió y situó el polo norte magnético en Groenlandia en 1551 para los navegantes españoles e ingleses (su libro fue traducido y muy reimpreso en Inglaterra) facilitando así considerablemente la navegación. Galileo Galilei y su amigo Francesco Sagredo se interesaron por el magnetismo engastando un buen trozo de roca magnética de más de kilo y medio en un bello artilugio de madera. La magnetita se disponía de tal manera que, a modo de imán, atraía una bola de hierro de casi cuatro kilos de peso; pero la falta de aplicaciones prácticas y económicas del invento desalentó más experimentación por parte de estos destacados científicos italianos. En 1600 el médico y físico William Gilbert publicó en Londres su obra De magnete, magneticisque corporibus, et de magno magnete tellure; Physiologia noua, plurimis & argumentis, & experimentis demostrata ("Sobre el imán y los cuerpos magnéticos y sobre el gran imán la Tierra"), que estableció las bases del estudio profundo del magnetismo consignando las características y tipologías de los imanes y realizando todo tipo de experimentos cuidadosamente descritos. Observó que la máxima atracción ejercida por los imanes sobre los trozos de hierro se realizaba siempre en las zonas llamadas "polos" del imán. También clasificó los materiales en conductores y aislantes e ideó el primer electroscopio. Descubrió la imantación por influencia y fue el primero en percibir que la imantación del hierro se pierde al calentarlo al rojo. Estudió la inclinación de una aguja magnética concluyendo que la Tierra se comporta como un gran imán.
El conocimiento del magnetismo se mantuvo limitado a los imanes hasta que en 1820 Hans Christian Ørsted, profesor de la Universidad de Copenhague, descubrió que un hilo conductor sobre el que circulaba una corriente ejercía una perturbación magnética a su alrededor capaz de mover una aguja magnética situada en ese entorno. Muchos otros experimentos siguieron con André-Marie Ampère, Carl Friedrich Gauss, Michael Faraday y otros que encontraron vínculos entre el magnetismo y la electricidad. James Clerk Maxwell sintetizó y explicó estas observaciones en sus ecuaciones de Maxwell, unificando el magnetismo y la electricidad en un solo campo, el electromagnetismo. En 1905, Einstein usó estas leyes para comprobar su teoría de la relatividad especial; en el proceso mostró que los campos eléctricos y magnéticos son dos caras de la misma moneda, el tensor de campo electromagnético.

## La física del magnetismo

### Campos y fuerzas magnéticas
El fenómeno del magnetismo es ejercido por un campo magnético, por ejemplo, una corriente eléctrica o un dipolo magnético crea un campo magnético, este al girar imparte una fuerza magnética a otras partículas que están en el campo.
Para una aproximación excelente (pero ignorando algunos efectos cuánticos, véase electrodinámica cuántica) las ecuaciones de Maxwell (que simplifican la ley de Biot-Savart en el caso de corriente constante) describen el origen y el comportamiento de los campos que gobiernan esas fuerzas. Por lo tanto, el magnetismo se observa siempre que partículas cargadas eléctricamente están en movimiento. Por ejemplo, del movimiento de electrones en una corriente eléctrica o en casos del movimiento orbital de los electrones alrededor del núcleo atómico. Estas también aparecen de un dipolo magnético intrínseco que aparece de los efectos cuánticos, por ejemplo, del spin de la mecánica cuántica.

### Ley de Lorentz
La misma situación que crea campos magnéticos (carga en movimiento en una corriente o en un átomo y dipolos magnéticos intrínsecos) son también situaciones en que el campo magnético causa sus efectos creando una fuerza. Cuando una partícula cargada se mueve a través de un campo magnético B, se ejerce una fuerza negativa F dada por el producto vectorial:
{\displaystyle {\vec {F}}=q({\vec {v}}\times {\vec {B}})}
donde {\displaystyle q\,} es la carga eléctrica de la partícula, {\displaystyle {\vec {v}}\,} es el vector velocidad de la partícula y {\displaystyle {\vec {B}}\,} es el campo magnético. Debido a que esto es un producto vectorial, la fuerza es perpendicular al movimiento de la partícula y al campo magnético. 
La fuerza magnética no realiza trabajo mecánico en la partícula, cambia la dirección del movimiento de esta, pero esto no causa su aumento o disminución de la velocidad. La magnitud de la fuerza es :{\displaystyle F=qvB\operatorname {sen} \theta \,} donde {\displaystyle \theta \,} es el ángulo entre los vectores {\displaystyle {\vec {v}}\,} y {\displaystyle {\vec {B}}\,}.
Una herramienta para determinar la dirección del vector velocidad de una carga en movimiento, es siguiendo la ley de la mano derecha (véase regla de la mano derecha).
El físico alemán Heinrich Lenz formuló lo que ahora se denomina la ley de Lenz, esta da una dirección de la fuerza electromotriz (fem) y la corriente resultante de una inducción electromagnética.

### Dipolos magnéticos
Se puede ver una muy común fuente de campo magnético en la naturaleza, un dipolo. Este tiene un «polo sur» y un «polo norte», sus nombres se deben a que antes se usaban los imanes como brújulas, que interactuaban con el campo magnético terrestre para indicar el norte y el sur del globo. 
Un campo magnético contiene energía y sistemas físicos que se estabilizan con configuraciones de menor energía. Por lo tanto, cuando se encuentra en un campo magnético, un dipolo magnético tiende a alinearse solo con una polaridad diferente a la del campo, lo que cancela al campo lo máximo posible y disminuye la energía recolectada en el campo al mínimo. Por ejemplo, dos barras magnéticas idénticas pueden estar una a lado de otra normalmente alineadas de norte a sur, resultando en un campo magnético más pequeño y resiste cualquier intento de reorientar todos sus puntos en una misma dirección. La energía requerida para reorientarlos en esa configuración es entonces recolectada en el campo magnético resultante, que es el doble de la magnitud del campo de un imán individual (esto es porque un imán usado como brújula interactúa con el campo magnético terrestre para indicar Norte y Sur).
Una alternativa formulada, equivalente, que es fácil de aplicar pero ofrece una menor visión, es que un dipolo magnético en un campo magnético experimenta un momento de un par de fuerzas y una fuerza que pueda ser expresada en términos de un campo y de la magnitud del dipolo (por ejemplo sería el momento magnético dipolar). Para ver estas ecuaciones véase dipolo magnético.

### Dipolos magnéticos atómicos
La causa física del magnetismo en los cuerpos, distinto a la corriente eléctrica, es por los dipolos atómicos magnéticos. Dipolos magnéticos o momentos magnéticos, en escala atómica, resultan de dos tipos diferentes del movimiento de electrones. El primero es el movimiento orbital del electrón sobre su núcleo atómico; este movimiento puede ser considerado como una corriente de bucles, resultando en el momento dipolar magnético del orbital. La segunda, más fuerte, fuente de momento electrónico magnético, es debido a las propiedades cuánticas llamadas momento de spin del dipolo magnético (aunque la teoría mecánica cuántica actual dice que los electrones no giran físicamente, ni orbitan el núcleo).
El momento magnético general de un átomo es la suma neta de todos los momentos magnéticos de los electrones individuales. Por la tendencia de los dipolos magnéticos a oponerse entre ellos se reduce la energía neta. En un átomo los momentos magnéticos opuestos de algunos pares de electrones se cancelan entre ellos, ambos en un movimiento orbital y en momentos magnéticos de espín. Así, en el caso de un átomo con orbitales electrónicos o suborbitales electrónicos completamente llenos, el momento magnético normalmente se cancela completamente y solo los átomos con orbitales electrónicos semillenos tienen un momento magnético. Su fuerza depende del número de electrones impares.
La diferencia en la configuración de los electrones en varios elementos determina la naturaleza y magnitud de los momentos atómicos magnéticos, lo que a su vez determina la diferencia entre las propiedades magnéticas de varios materiales. Existen muchas formas de comportamiento magnético o tipos de magnetismo: el ferromagnetismo, el diamagnetismo y el paramagnetismo; esto se debe precisamente a las propiedades magnéticas de los materiales, por eso se ha estipulado una clasificación respectiva de estos, según su comportamiento ante un campo magnético inducido, como sigue:

#### Clasificación de los materiales magnéticos
| Tipo de material   | Características |
| ------------------ | --- |
| No magnético       | No afecta el paso de las líneas de campo magnético. Ejemplo: el vacío. |
| Diamagnético       | Material débilmente magnético. Si se sitúa una barra magnética cerca de él, esta lo repele. Ejemplo: bismuto (Bi), plata (Ag), plomo (Pb), agua. |
| Paramagnético      | Presenta un magnetismo significativo. Atraído por la barra magnética. Ejemplo: aire, aluminio (Al), paladio (Pd), magneto molecular. |
| Ferromagnético     | Magnético por excelencia o fuertemente magnético. Atraído por la barra magnética. Paramagnético por encima de la temperatura de Curie (La temperatura de Curie del hierro metálico es aproximadamente 770 °C). Ejemplo: hierro (Fe), cobalto (Co), níquel (Ni), acero suave. |
| Antiferromagnético | No magnético aun bajo acción de un campo magnético inducido. Ejemplo: óxido de manganeso (MnO2). |
| Ferrimagnético     | Menor grado magnético que los materiales ferromagnéticos. Ejemplo: ferrita de hierro. |
| Superparamagnético | Materiales ferromagnéticos suspendidos en una matriz dieléctrica. Ejemplo: materiales utilizados en cintas de audio y video. |
| Ferritas           | Ferromagnético de baja conductividad eléctrica. Ejemplo: utilizado como núcleo inductores para aplicaciones de corriente alterna. |

### Monopolos magnéticos
Puesto que un imán de barra obtiene su ferromagnetismo de los electrones magnéticos microscópicos distribuidos uniformemente a través del imán, cuando un imán es partido a la mitad cada una de las piezas resultantes es un imán más pequeño. Aunque se dice que un imán tiene un polo norte y un polo sur, estos dos polos no pueden separarse el uno del otro. Un monopolo  es una nueva clase fundamentalmente diferente de objeto magnético. Actuaría como un polo norte aislado, no atado a un polo sur, o viceversa. Los monopolos llevarían «carga magnética» análoga a la carga eléctrica. A pesar de búsquedas sistemáticas a partir de 1931 (como la de 2006), nunca han sido observadas, y muy bien podrían no existir.[cita requerida] Milton menciona algunos eventos no concluyentes (p. 60) y aun concluye que «no ha sobrevivido en absoluto ninguna evidencia de monopolos magnéticos»(p. 3).

## Tipos de materiales magnéticos
Existen diversos tipos de comportamiento de los materiales magnéticos, siendo los principales el ferromagnetismo, el diamagnetismo y el paramagnetismo. 
En los materiales diamagnéticos, la disposición de los electrones de cada átomo es tal, que se produce una anulación global de los efectos magnéticos. Sin embargo, si el material se introduce en un campo inducido, la sustancia adquiere una imantación débil y en el sentido opuesto al campo inductor.
Si se sitúa una barra de material diamagnético en el interior de un campo magnético uniforme e intenso, esta se dispone transversalmente respecto de aquel.
Los materiales paramagnéticos no presentan la anulación global de efectos magnéticos, por lo que cada átomo que los constituye actúa como un pequeño imán. Sin embargo, la orientación de dichos imanes es, en general, arbitraria, y el efecto global se anula.
Asimismo, si el material paramagnético se somete a la acción de un campo magnético inductor, el campo magnético inducido en dicha sustancia se orienta en el sentido del campo magnético inductor.
Esto hace que una barra de material paramagnético suspendida libremente en el seno de un campo inductor se alinee con este. 
El magnetismo inducido, aunque débil, es suficiente intenso como para imponer al efecto magnético. Para comparar los tres tipos de magnetismo se emplea la razón entre el campo magnético inducido y el inductor. 
La rama de la química que estudia las sustancias de propiedades magnéticas interesantes es la magnetoquímica.

### Electroimanes
Un electroimán es un imán hecho de alambre eléctrico bobinado en torno a un material magnético como el hierro. Este tipo de imán es útil en los casos en que un imán debe estar encendido o apagado, por ejemplo, las grandes  y pesadas grúas para levantar chatarra de automóviles. 
Para el caso de corriente eléctrica se desplazan a través de un cable, el campo resultante se dirige de acuerdo con la regla de la mano derecha. Si la mano derecha se utiliza como un modelo, y el pulgar de la mano derecha a lo largo del cable de positivo hacia el lado negativo ("convencional actual", a la inversa de la dirección del movimiento real de los electrones), entonces el campo magnético hace una recapitulación de todo el cable en la dirección indicada por los dedos de la mano derecha. Como puede observarse geométricamente, en caso de un bucle o hélice de cable, está formado de tal manera que el actual es viajar en un círculo, a continuación, todas las líneas de campo en el centro del bucle se dirigen a la misma dirección, lo que arroja un magnética dipolo cuya fuerza depende de la actual en todo el bucle, o el actual en la hélice multiplicado por el número de vueltas de alambre. En el caso de ese bucle, si los dedos de la mano derecha se dirigen en la dirección del flujo de corriente convencional (es decir, el positivo y el negativo, la dirección opuesta al flujo real de los electrones), el pulgar apuntará en la dirección correspondiente al polo norte del dipolo.

### Imanes temporales y permanentes
Un imán permanente conserva su magnetismo sin un campo magnético exterior, mientras que un imán temporal solo es magnético, siempre que esté situado en otro campo magnético. Inducir el magnetismo del acero en los resultados en un imán de hierro, pierde su magnetismo cuando la inducción de campo se retira. Un imán temporal como el hierro es un material adecuado para los electroimanes. Los imanes son hechos por acariciar con otro imán, la grabación, mientras que fija en un campo magnético opuesto dentro de una solenoide bobina, se suministra con una corriente directa. Un imán permanente puede perder su magnetismo al ser sometido al calor, a fuertes golpes, o colocarlo dentro de un solenoide se suministra con una reducción de corriente alterna.

## Origen cuántico-mecánico del magnetismo.
Mientras que las explicaciones heurísticas basadas en la física clásica se pueden formular, el diamagnetismo, el paramagnetismo y el ferromagnetismo solo se pueden explicar completamente usando la teoría cuántica. Un modelo exitoso fue desarrollado ya en 1927 por Walter Heitler y Fritz London, quien derivó, cuántico-mecánicamente, cómo las moléculas de hidrógeno se forman a partir de átomos de hidrógeno, es decir, de los orbitales atómicos de hidrógeno y se centran en los núcleos A y B, véase más adelante. Que esto lleve al magnetismo no es del todo obvio, pero se explicará a continuación.
De acuerdo con la teoría de Heitler-London, se forman los llamados orbitales {\displaystyle \sigma } moleculares de dos cuerpos, es decir, el orbital resultante es:
{\displaystyle \psi (\mathbf {r} _{1},\,\,\mathbf {r} _{2})={\frac {1}{\sqrt {2}}}\,\,\left(u_{A}(\mathbf {r} _{1})u_{B}(\mathbf {r} _{2})+u_{B}(\mathbf {r} _{1})u_{A}(\mathbf {r} _{2})\right)}
Aquí, el último producto significa que un primer electrón, {\displaystyle r_{1}}, está en un orbital de hidrógeno atómico centrado en el segundo núcleo, mientras que el segundo electrón corre alrededor del primer núcleo. Este fenómeno de «intercambio» es una expresión de la propiedad mecánico-cuántica de que las partículas con propiedades idénticas no pueden distinguirse. Es específico no solo para la formación de enlaces químicos, sino que, como se verá, también para el magnetismo, es decir, en este contexto surge el término interacción de intercambio, un concepto que es esencial para el origen del magnetismo y que es más fuerte, aproximadamente por factores 100 e incluso por 1000, que las energías que surgen de la interacción electrodinámica dipolo-dipolo.
En cuanto a la función de giro χ (s1, s2), que es responsable del magnetismo, tenemos el principio de Pauli ya mencionado, a saber, que un orbital simétrico (es decir, con el signo + como anteriormente) debe multiplicarse con una función de giro antisimétrico ( es decir, con un signo -, y viceversa. Así:
{\displaystyle \chi (s_{1},\,\,s_{2})={\frac {1}{\sqrt {2}}}\,\,\left(\alpha (s_{1})\beta (s_{2})-\beta (s_{1})\alpha (s_{2})\right)},

Es decir, no solo y debe ser sustituido por α y β, respectivamente (la primera entidad significa "spin up", la segunda "spin down"), pero también el signo + por el signo - y, finalmente, indica los valores discretos si ( = ± ½); por lo tanto tenemos {\displaystyle \alpha (+1/2)=\beta (-1/2)=1} y {\displaystyle \alpha (-1/2)=\beta (+1/2)=0}. El "estado singlete", es decir, el signo - significa: los espines son antiparalelos, es decir, para el sólido tenemos antiferromagnetismo, y para las moléculas atómicas uno tiene diamagnetismo. La tendencia a formar un enlace químico (homoopolar) (esto significa: la formación de un orbital molecular simétrico, es decir, con el signo +) resulta a través del principio de Pauli automáticamente en un estado antisimétrico (es decir, con el signo -). En contraste, la repulsión de los electrones por parte de Coulomb, es decir, la tendencia a que intenten evitarse mutuamente mediante esta repulsión, conduciría a una función antisimétrica del absorbente (es decir, con el signo -) de estas dos partículas, y complementaria a una función symmetricspin (es decir, con el signo +, una de las llamadas "funciones de triplete"). Así, ahora los espines serían paralelos (ferromagnetismo en un sólido, paramagnetismo en dos gases atómicos).
La tendencia mencionada por última vez predomina en los metales hierro, cobalto, níquel y en algunas tierras raras, que son ferromagnéticas. La mayoría de los otros metales, donde predomina la tendencia mencionada en primer lugar, son no magnéticos (por ejemplo, sodio, aluminio y magnesio) o antiferromagnéticos (por ejemplo, manganeso). Los gases diatómicos también son casi exclusivamente diamagnéticos, y no paramagnéticos. Sin embargo, la molécula de oxígeno, debido a la participación de los orbitales π, es una excepción importante para las ciencias de la vida.
Las consideraciones de Heitler-London pueden generalizarse al modelo de magnetismo de Heisenberg (Heisenberg 1928).
La explicación de los fenómenos se basa esencialmente en todas las sutilezas de la mecánica cuántica, mientras que la electrodinámica cubre principalmente la fenomenología.

## Unidades

### Unidades del SI relacionadas con el magnetismo
- Tesla [T] = unidad de campo magnético.
- Weber [Wb] = unidad de flujo magnético.
- Amperio [A] = unidad de corriente eléctrica, que genera campos magnéticos.

| Unidades electromagnéticas del SI | Unidades electromagnéticas del SI                | Unidades electromagnéticas del SI | Unidades electromagnéticas del SI | Unidades electromagnéticas del SI |
| Símbolo[22]                       | Nombre                                           | Unidad                            | Símbolo                           | Unidades Base                     |
| --------------------------------- | ------------------------------------------------ | --------------------------------- | --------------------------------- | --------------------------------- |
| Q                                 | carga eléctrica                                  | coulomb                           | C                                 | A⋅s                               |
| I                                 | corriente eléctrica                              | amperio                           | A                                 | A (= W/V = C/s)                   |
| J                                 | densidad de corriente eléctrica                  | amperio por metro cuadrado        | A/m²                              | A⋅m−2                             |
| U, ΔV, Δφ; E                      | diferencia de potencial; fuerza electromotriz    | voltio                            | V                                 | J/C = kg⋅m²⋅s−3⋅A−1               |
| R; Z; X                           | resistividad eléctrica; impedancia; reactancia   | ohm                               | Ω                                 | V/A = kg⋅m²⋅s−3⋅A−2               |
| ρ                                 | resistividad                                     | ohm metro                         | Ω⋅m                               | kg⋅m³⋅s−3⋅A−2                     |
| P                                 | Potencia eléctrica                               | watt                              | W                                 | V⋅A = kg⋅m²⋅s−3                   |
| C                                 | capacitancia                                     | faradio                           | F                                 | C/V = kg−1⋅m−2⋅A2⋅s4              |
| ΦE                                | Flujo eléctrico                                  | voltio metro                      | V⋅m                               | kg⋅m³⋅s−3⋅A−1                     |
| E                                 | campo de desplazamiento eléctrico                | voltio por metro                  | V/m                               | N/C = kg⋅m⋅A−1⋅s−3                |
| D                                 | electric displacement field                      | Coulomb por metro cuadrado        | C/m²                              | A⋅s⋅m−2                           |
| ε                                 | permitividad                                     | faradios por metro                | F/m                               | kg−1⋅m−3⋅A2⋅s4                    |
| χe                                | susceptibilidad eléctrica                        | Adimensional                      | 1                                 | 1                                 |
| G; Y; B                           | conductancia; admitancia; susceptancia           | siemens                           | S                                 | Ω−1 = kg−1⋅m−2⋅s3⋅A2              |
| κ, γ, σ                           | conductividad                                    | siemens por metro                 | S/m                               | kg−1⋅m−3⋅s3⋅A2                    |
| B                                 | densidad de flujo magnético, inducción magnética | tesla                             | T                                 | Wb/m² = kg⋅s−2⋅A−1 = N⋅A−1⋅m−1    |
| Φ, ΦM, ΦB                         | flujo magnético                                  | weber                             | Wb                                | V⋅s = kg⋅m²⋅s−2⋅A−1               |
| H                                 | intensidad del campo magnético                   | amperio por metro                 | A/m                               | A⋅m−1                             |
| L, M                              | inductancia                                      | henrio                            | H                                 | Wb/A = V⋅s/A = kg⋅m²⋅s−2⋅A−2      |
| μ                                 | permeabilidad                                    | henrio por metro                  | H/m                               | kg⋅m⋅s−2⋅A−2                      |
| χ                                 | Susceptibilidad magnética                        | Adimensional                      | 1                                 | 1                                 |

### Otras unidades
- Gauss, abreviado como G, es la unidad CGS de inducción magnética (B).
- Oersted, es la unidad CGS de campo magnético.
- Maxwell, es la unidad CGS de flujo magnético.